# هيروشي تيغوراموري
هيروشي تيغوراموري (باليابانية: 手倉森 浩) (14 نوفمبر 1967 في محافظة آوموري في اليابان – )؛ هو لاعب كرة قدم سابق كان يلعب كمهاجم.